# 圣马丹德朗德
圣马丹德朗德（法語：Saint-Martin-des-Landes，法語發音：[sɛ̃ maʁtɛ̃ de lɑ̃d] ⓘ）是法国奥恩省的一个市镇，属于阿朗松区。

## 地理
圣马丹德朗德（48°32'46"N, 0°8'16"W）面积11.19 平方千米，位于法国诺曼底大区奧恩省，该省份为法国西北部内陆省份，北起顺时针与卡爾瓦多斯省、厄尔省、厄尔-卢瓦省、萨尔特省、马耶讷省和芒什省接壤。
与圣马丹德朗德接壤的市镇（或旧市镇、城区）包括：卡鲁日、利涅尔-奥热尔、沙安、锡拉勒、圣埃利耶莱布瓦。
圣马丹德朗德的时区为UTC+01:00、UTC+02:00（夏令时）。

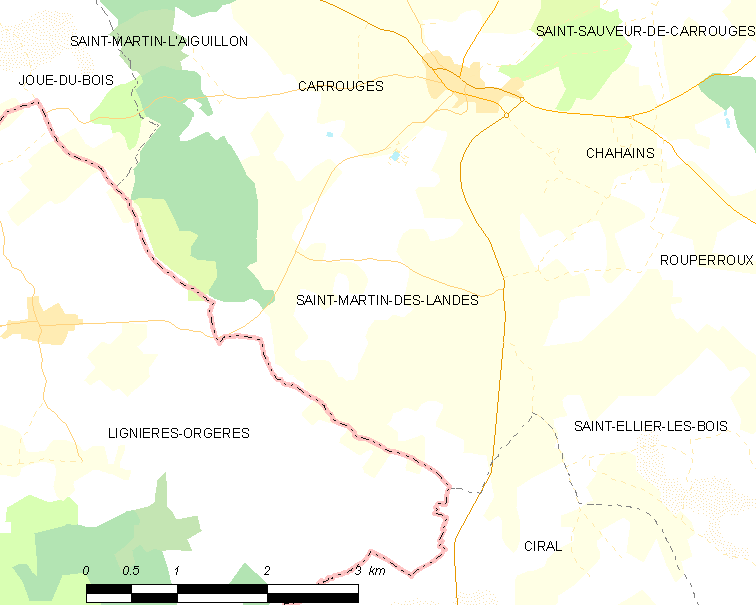
圣马丹德朗德的OSM定位图

## 行政
圣马丹德朗德的邮政编码为61320，INSEE市镇编码为61424。

## 政治
圣马丹德朗德所属的省级选区为马尼勒代塞尔县。

## 人口

1962-2008年间圣马丹德朗德人口变化图示

圣马丹德朗德于2022年1月1日时的人口数量为187人。